# Barla Mihály
Barla Mihály vendül: Miháo Barla (Muraszombat, 1778 k. – Kővágóörs, 1824. február 4.) szlovén születésű evangélikus lelkész, író és költő. Anyanyelve mellett magyarul is írt.

## Élete
Muraszombatban született, a Muravidéken. Elemi iskoláit itt is végezte el, majd a soproni evangélikus líceumban folytatta tanulmányait, 1803-tól pedig külföldön, a neves Jénai Egyetemen tanult tovább, ahol még egy ásványtani társaság tagja is volt. Négy év múlva került vissza Magyarországra. A sárszentlőrinci magyar–latin nyelvű iskola igazgatója volt mindössze egy évig. 1808-tól két éven át a győri evangélikus iskola tanára. Végül 1810-től egészen 1824-ben bekövetkezett haláláig a Zala vármegyei Kővágóörs lelkipásztora volt (Kövágó-Örske Fare Dühovni Pasztér). (A falu jelenleg Veszprém vármegye része.)
Legfontosabb műve a késő 18. századi szlovén író, Bakos Mihály zala-somogyi esperes vend nyelvjárásban szóló énekeskönyvének a Krszcsánszke peszmene knige átdolgozása, amit 1823-ban jelentetett meg Sopronban Krszcsánszke nóve peszmene knige (magyarul: Új keresztény énekeskönyv) címen. Tizenöt évvel később egy másik átdolgozás is született Kardos János által.
Barla Mihály neve aztán hamar feledésbe merült.

## Egyéb művei
- Köszöntő versek (Sopron, 1901)
- Ditomszke, versuske i molitvene knizicze (Sopron, 1820)
- Az isteni kötél emberek kezében (Győr, ?)